# Rashwan Fahty
Rashwan Fahty (* 1931) ist ein ehemaliger ägyptischer Radrennfahrer und nationaler Meister im Radsport.

## Sportliche Laufbahn
Rashwan gewann 1956 die nationale Meisterschaft im Straßenrennen.
1955 fuhr er die Internationale Friedensfahrt und wurde beim Sieg von Gustav-Adolf Schur 66. des Endklassements. 1956 startete er erneut und belegte den 99. Rang.
Er startete in den 1950er Jahren mehrfach für die Nationalmannschaft in der Ägypten-Rundfahrt.